# Lilia Akhaimova
Lilia Igorevna Akhaimova –em russo, Лилия Игоревна Ахаимова– (San Petersburgo, 17 de março de 1997) é uma desportista russa que compete em ginástica artística.
Ganhou duas medalhas de prata no Campeonato Mundial de Ginástica Artística, nos anos 2018 e 2019, e uma medalha de prata no Campeonato Europeu de Ginástica Artística de 2018.
Em 2021 Akhaimova competiu no Campeonato Nacional Russo em março; no entanto, ela desistiu das finais depois de sofrer uma pequena lesão no tornozelo.  Em seguida, ela competiu na [Copa da Rússia em junho. Durante a final geral, ela terminou em quarto, atrás de Viktoria Listunova, Vladislava Urazova e Angelina Melnikova. Akhaimova colocada em primeiro lugar no salto e em terceiro no exercício no solo.  Akhaimova foi selecionado para representar os atletas do Comitê Olímpico Russo nos Jogos Olímpicos de Verão de 2020. No entanto, ainda não estava decidido se ela se juntaria a Melnikova, Listunova e Urazova no jogo de quatro pessoas ou competiria individualmente.  Em julho foi decidido que Akhaimova faria parte da equipe e Elena Gerasimova competiria individualmente ao lado de Anastasia Ilyankova .
Nos Jogos Olímpicos, Akhaimova se classificou para a final do evento de salto. Além disso, ela ajudou o Comitê Olímpico Russo a se classificar para a final da equipe em um primeiro lugar surpreendente, à frente da equipe dos Estados Unidos. Durante a final da equipe, Akhaimova competiu apenas no salto. Após a primeira rotação, o líder da equipe americana Simone Biles se retirou. Apesar de Melnikova e Urazova terem saído da trave de equilíbrio, a equipe russa teve um bom desempenho em todas as outras rotinas e terminou na primeira colocação, com mais três pontos de vantagem sobre a segunda colocada, a equipe americana. 

## Palmarés internacional
| Jogos Olímpicos    | Jogos Olímpicos        | Jogos Olímpicos  | Jogos Olímpicos      |
| Ano                | Lugar                  | Medalha          | Prova                |
| ------------------ | ---------------------- | ---------------- | -------------------- |
| 2020               | Tóquio ( Japão)        | Medalha de ouro  | Concurso por equipas |
| Campeonato Mundial |                        |                  |                      |
| Ano                | Lugar                  | Medalha          | Prova                |
| 2018               | Doha ( Catar)          | Medalha de prata | Concorro por equipas |
| 2019               | Stuttgart ( Alemanha)  | Medalha de prata | Concorro por equipas |
| Campeonato Europeu |                        |                  |                      |
| Ano                | Lugar                  | Medalha          | Prova                |
| 2018               | Glasgow ( Reino Unido) | Medalha de ouro  | Concurso por equipas |